# 모드 가쿠엔 스파이럴 타워
모드 가쿠엔 스파이럴 타워(일본어: モード学園スパイラルタワーズ)는 일본 나고야에 위치한 마천루다.

## 같이 보기
- 일본의 마천루 목록
- 나고야시의 마천루 목록